# Сімонас Паулюс
Сімонас Паулюс (лит. Simonas Paulius, нар. 12 травня 1991, Кретинга) — литовський футболіст, півзахисник національної збірної Литви.
Дворазовий чемпіон Латвії у складі «Вентспілса».

## Клубна кар'єра
Народився 12 травня 1991 року в місті Кретинга. Вихованець футбольної школи клубу ФБК «Каунас». Дорослу футбольну кар'єру розпочав 2011 року в основній команді того ж клубу, в якій того року взяв участь у 29 матчах чемпіонату. 
Протягом 2012 року захищав кольори команди клубу «Дайнава».
Своєю грою за останню команду привернув увагу представників тренерського штабу латвійського «Вентспілса», до складу якого приєднався 2012 року. Відіграв за клуб з Вентспілса наступні п'ять сезонів своєї ігрової кар'єри. Більшість часу, проведеного у складі «Вентспілса», був основним гравцем команди, двічі допомагав їй перемагати в першості Латвії.
Протягом першої половини 2018 року виступав на батьківщині, де захищав кольори команди клубу «Кауно Жальгіріс», після чого перейшов до польського клубу «Відзев».
У 2020 повернувся до лав клубу «Кауно Жальгіріс».

## Виступи за збірні
Протягом 2011–2012 років залучався до складу молодіжної збірної Литви. На молодіжному рівні зіграв у 7 офіційних матчах, забив 1 гол.
2016 року дебютував в офіційних матчах у складі національної збірної Литви.

## Титули і досягнення
- Чемпіон Латвії (2):

«Вентспілс»:  2013, 2014
- Володар Кубка Латвії (2):

«Вентспілс»:  2013, 2017